# Declamación
La declamación es un arte escénico que se desarrolla frente a un público o grupo que observa y escucha, y, que puede participar siendo testigo ocular y auditivo de la misma.
Consiste en la interpretación 
1. Colérica: Se realiza de temas que desagradan, generan polémica, se realiza con voz fuerte, ceño fruncido.
2. Sorpresiva: Turba el espíritu causando sorpresa, se realiza con el rostro y la voz causando asombro.
3. Combinada: Cuando no hay claro predominio de ninguna de las anteriores, puede ser una mezcla de dos o más de ellas.

Los poemas expresan todo tipo de géneros:
- De amor: Son poemas que tratan de temas de romance.
- Historias: Son poemas que tratan de temas históricos, anécdotas, etc.
- Chistosos: Son poemas que tratan de temas divertidos, con carisma, y que en algunas veces tienen cosas ilógicas.
- Tristes: Son poemas de temas que son demasiado serios, que desagradan y que en algunos casos hacen llorar.
- Infantiles: Son poemas de temática feliz, de fantasía, de temas graciosos, y otros temas que a los niños les gusta
- Vivencias: Son poemas que tratan de la vida de alguien o algo, por lo general son de relatos, anécdotas, cosas recientes, etc
- Futuros: Son poemas de temas que no son actuales, sueños, y otras cosas acerca del futuro
- Pasados: Son poemas que nos hablan del pasado, de recuerdos, relatos, anécdotas, que en algunos casos nos dan nostalgia.

## Historia
La declamación de los antiguos estaba compuesta con otras notas sin que por ello se pudiese considerar como  un canto musical y en este sentido, deben tomarse bien las palabras de los autores latinos canere, cantus y también carmen, que no siempre significan un canto propiamente dicho, sino cierto modo de representar o de leer.
La declamación se compuso con los acentos y por consiguiente para escribirla debían emplearse los mismos caracteres que servían para señalar estos acentos. En un principio no hubo más que tres, a saber: el agudo, el grave y el circunflejo pero luego se fueron sucesivamente aumentando y llegaron hasta el número de diez , cada uno de los cuales se indicaba con su carácter diferente y cuyos nombres y figuras se ven en los gramáticos antiguos. El acento enseñaba el cómo, cuándo y de qué manera se había de levantar o bajar la voz en la pronunciación de cada sílaba. Se aprendía la entonación de estos acentos al mismo tiempo que se aprendía a leer, por lo que no había casi nadie que ignorara o no entendiese esta especie de notas y no se hallara en estado de juzgar de la habilidad del que leía o declamaba.
Muchos son los pasajes que podríamos citar probando que la declamación de los actores en el teatro antiguo era compuesta y escrita con notas, que determinaban el tono que se debía tomar. Esta especie de recitado se hallaba sostenido por un bajo continuo, cuyo ruido sería proporcionado, según todas las apariencias al ruido que hace un hombre que declama. Dicha práctica nos parece en el día de hoy absurda y casi increíble pero no por esto es menos cierta. No se puede tampoco hablar sino por conjeturas acerca la composición que podía tocar el bajo continuo que acompañaba a los actores cuando declamaban. Quizá no haría más, como indica Bollin que tocar de tiempo en tiempo algunas notas largas que se harían sentir en los pasajes en que debía el actor tomar el tono, en los cuales le hubiese sido difícil entrar con exactitud sin este auxilio, haciendo el bajo el mismo servicio al actor que hacía a Graco el tocador de flauta, quien situado cerca de sí le daba de tiempo en tiempo cuando arengaba, los tonos con que había de proseguir.
El bajo no solamente servía para la entonación y canto, digámoslo así, de la declamación, sino que arreglaba también el accionado. Este arte, llamado por los griegos orgesis y saltatio por los latinos, consistía, según dice Platón, en la imitación de todas las acciones y movimientos que pueden hacer los hombres. Así pues el sentido de la palabra saltatio no debe limitarse al que damos nosotros en nuestra lengua a la palabra danza pues tenía mucha más extensión. Su objeto no solo era enseñar las actitudes y movimientos que sirven para adquirir buena gracia o para ejecutar ciertos bailes, sino también para arreglar el gesto, tanto de los autores como de los oradores e igualmente para enseñar a gesticular o la pantomima, es decir, el arte de darse a entender o expresarse con acciones sin el socorro de la palabra.
Los antiguos ponían en general un cuidado extraordinario en perfeccionarse en el gesto, cuyo esmero era mayor en los oradores por la necesidad que tenían de poseer este arte. Es bien sabido lo mucho que Demóstenes se aplicó en él y que Roscio, aquel célebre actor romano, disputaba algunas veces con Cicerón sobre quien explicaría mejor un mismo pensamiento de muchas maneras diferentes cada uno según su arte, a saber, Roscio con acciones y Cicerón con la voz o con la palabra; y parece que Roscio daba con la sola acción tanta fuerza y sentido a la frase, como Cicerón con la palabra. Cambiaba luego Cicerón las palabras o la combinación del período o de la frase sin quitar el vigor del sentido del discurso y Roscio le daba enseguida todo el sentido con otras acciones diferentes, sin que este cambio disminuyese la expresión y fuerza de su representación muda.

### Declamación con dos actores
Otra de las cosas del teatro antiguo que concebimos con dificultad es cómo se arreglaba la declamación dividida entre dos actores de los cuales uno pronunciaba mientras que el otro accionaba. Tito Livio nos dice lo que dio lugar a introducirse esta costumbre entre los romanos, costumbre que por ser tan diferente de nuestros usos nos parece original y extravagante.
Se hallaba Livio Andrónico, poeta célebre y el primero que dio en el teatro de Roma una pieza regular en el año 514 de la fundación de esta ciudad y unos 120 después de introducidos en ella los espectáculos dramáticos, representando una de sus piezas, siguiendo la costumbre observada entonces de que los mismos poetas desempeñasen un papel en la representación de sus piezas. El pueblo, que gustaba de hacer repetir los pasajes de ellas que más le agradaban a fuerza de gritar vis, vis, esto es, otra vez, otra vez, hizo representar tantas veces a Andrónico que enronqueció. Imposibilitado de poder continuar su declamación, pidió al pueblo y consiguió que un esclavo puesto delante del que tocaba los instrumentos dijese los versos en tono declamatorio, mientras que Andrónico hacía las mismas acciones y gestos que cuando los decía él mismo. Se observó entonces que su accionado era mucho más vivo y enérgico por cuanto ocupaba en ella todas sus fuerzas físicas y morales. Y de aquí, continúa Tito Livio, se originó el uso de dividir la declamación entre dos personas y recitar, digámoslo así, a la cadencia del gesto: cuya costumbre en tanta manera prevaleció, como que los actores no pronunciaban ya sino los diálogos cortos. Este hecho referido también por Valerio Máximo, se halla confirmado por otros muchos pasajes de la historia.
En verdad nos parece muy ridículo figurarnos en la escena dos personas, una de las cuales accionaba sin hablar mientras que la otra hablaría en un tono fuerte o sentimental con los brazos cruzados. Sin embargo, debe tenerse presente 
1. que los teatros de los antiguos en general eran mucho mayores que los nuestros
2. que los actores representaban con máscaras y por consiguiente que no podía distinguirse sensiblemente desde lejos en los movimientos de la boca y de los músculos de la cara si hablaban o dejaban de hablar

Al mismo tiempo, se escogería sin duda para declamar un esclavo cuya voz se asemejase en lo posible con la del actor, quien como hemos dicho solo hablaba en los diálogos cortos. Dicho esclavo se ponía en una especie de estrado o tarima hacia lo bajo de la escena.
Es igualmente difícil de concebir cómo se arreglaría para que estos dos actores obrasen con tanta uniformidad y armonía que pareciese que no era más que uno; pero el hecho es cierto y no admite duda. Quintiliano después de haber dicho que las acciones se hallan tan sujetas a medida como los mismos cantos, añade que los actores que accionan deben seguir las señales o compás que marcan los pies, con tanta precisión como los que ejecutan las modulaciones, es decir, los actores que pronuncian o declaman y los instrumentos que les acompañan. Se colocaba cerca del actor que representaba un hombre calzado con una especie de sandalias de hierro y este daba con el pie sobre el teatro, con cuya percusión marcaría la medida o ritmo que debía seguir el actor que accionaba, el esclavo que declamaba o pronunciaba y los instrumentos músicos que acompañaban la declamación.
Como dice Cicerón, en Roma no silbaban menos a un actor que hacía una acción fuera de medida que el que se equivocaba en la pronunciación de un verso.
Los primeros poetas griegos arreglaban por sí mismos la representación o parte declamatoria de sus piezas, es decir, la parte poética y la parte musical. En Roma el arte de componer la representación de los dramas era una profesión particular. En los títulos que están al principio de las comedias de Terencio se lee con el nombre del poeta o autor del poema y el jefe de la compañía cómica que las había representado, el nombre de aquel que había arreglado la representación o declamación de ellas con esta frase latina: qui fecerat modos. Cicerón se sirve igualmente de la misma expresión facer modos, para denotar los que componían la declamación de las piezas teatrales.